# Sách I-sai-a
Sách I-sai-a hoặc sách Ê-sai (theo cách gọi của Tin Lành) (tiếng Hebrew: סֵפֶר יְשַׁעְיָהוּ [ˈsɛ.fɛr jə.ʃaʕ.ˈjaː.hu]) là một sách trong Kinh Thánh Hebrew và cũng là sách thuộc Cựu Ước trong Kinh Thánh của Kitô giáo. Tác giả của sách này được cho là ngôn sứ I-sai-a, người đã sống vào nửa sau của thế kỷ thứ 8 trước Công Nguyên. Sách chứa đựng nhiều lời tiên tri về Israel cổ đại, dân tộc Israel và kẻ thù của họ. Truyền thống nói rằng tất cả 66 chương của cuốn sách đã được viết bởi ngôn sứ I-sai-a, nhưng có những giả thuyết khác cho rằng một số chương do một hoặc nhiều người khác viết. Nguyên nhân chủ yếu là vì những chương này viết về một giai đoạn sau và từ sau chương 39 thì không còn đề cập đến tên của ngôn sứ I-sai-a nữa.

## Bối cảnh

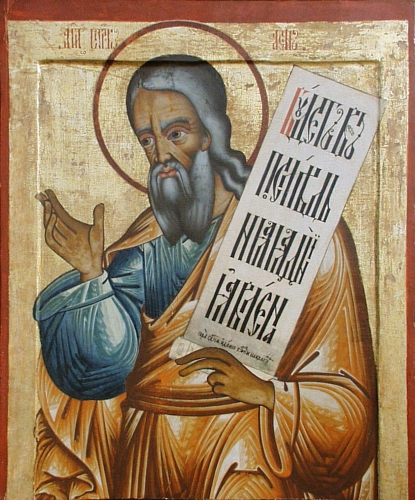
Linh ảnh ngôn sứ I-sai-a (thế kỷ thứ 18) trong Nhà thờ Chúa Hiển Dung, thuộc đan viện đảo Kizhi, Karelia, Nga

I-sai-a, con trai của Amoz sống ở Vương quốc Giuđa trong thời kỳ bốn vị vua trong nửa sau thế kỷ thứ 8 trước Công nguyên. Trong thời gian này, Assyria đang bành trướng về phía tây từ khu vực thuộc Iraq ngày nay hướng về Địa Trung Hải, tiêu diệt Aram (Syria ngày nay) đầu tiên vào năm 734–732 trước CN, sau đó là Vương quốc Israel vào năm 722–721, và Vương quốc Giuđa vào năm 701 trước CN.
Tiếp theo là việc Babylon đánh bại Jerusalem và bắt một số người từ Jerusalem làm phu tù vào năm 586 TCN. Các chương từ 40 đến 55 đặc biệt nói về những người Do Thái lưu vong, nói với họ về hy vọng được trở về. Đây là thời của vua Cyrus Đại đế – vào năm 559 trước CN, ông trở thành người cai trị một vương quốc nhỏ trên lãnh thổ thuộc Iran ngày nay. Đến năm 540, ông cai trị một đế chế lớn từ Địa Trung Hải đến Trung Á, và vào năm 539, ông chinh phục Babylon. Những tiên đoán của I-sai-a về sự sụp đổ của Babylon và những điều ông nói về vinh quang của Cyrus với tư cách là người sẽ giúp đỡ Israel có nghĩa là những lời sấm này là về giai đoạn 550–539 trước CN.
Người Ba Tư chấm dứt việc bị lưu đày của người Do Thái, và đến năm 515 trước CN, một số người lưu vong đã trở về Jerusalem và xây dựng lại Đền thờ. Đây là những gì được viết trong các chương cuối cùng của sách.

## Nội dung

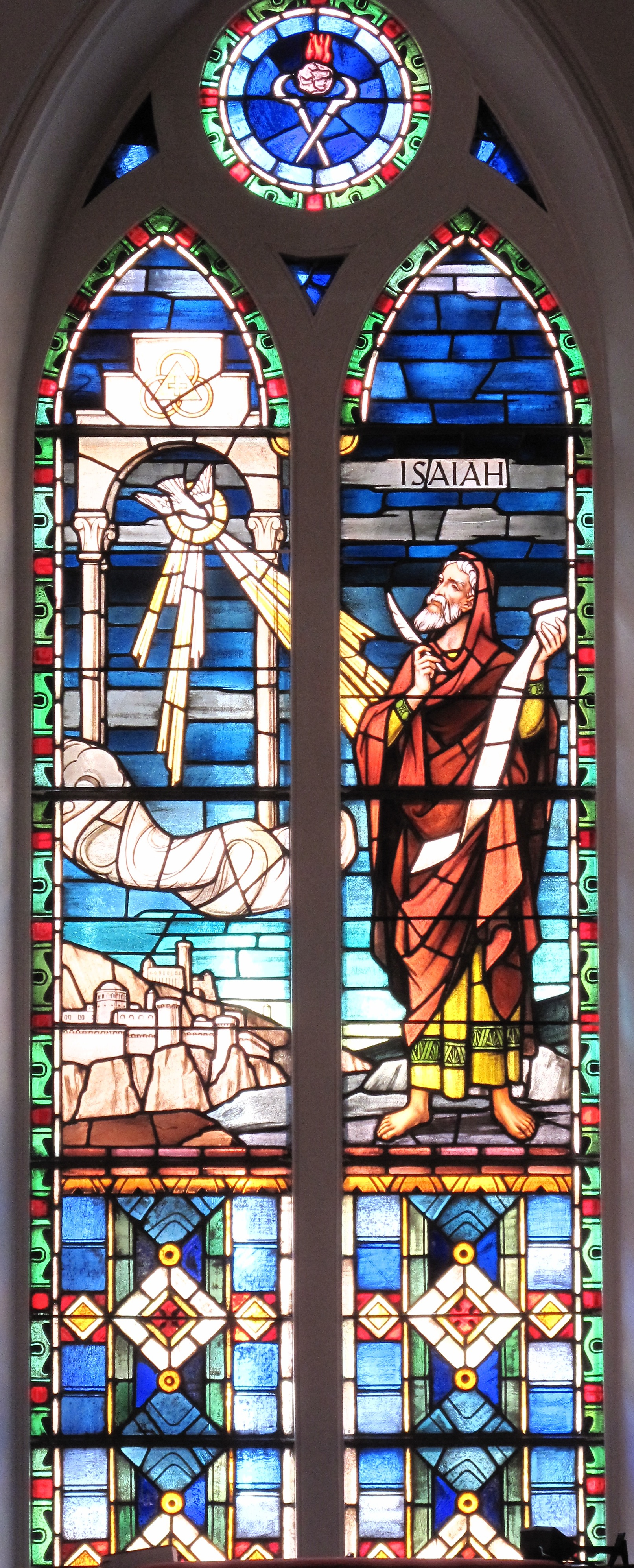
I-sai-a nhận được thị kiến về nhà của Thiên Chúa. Tranh kính màu tại một nhà thờ ở Charleston, South Carolina, Hoa Kỳ.

Trong sách, 39 chương đầu tiên là những thông điệp về cách Thiên Chúa sẽ phán xét dân được chọn vì tội lỗi của họ. Tất cả các quốc gia lân cận cũng sẽ bị phán xét. Xen lẫn với điều này là những lời hứa của Thiên Chúa giúp những người vâng lời Ngài.
Các chương 40-57 của sách kể về cách mà Thiên Chúa sẽ giải cứu và an ủi dân tộc được chọn. Điều này sẽ bao gồm sự xuất hiện của một Đấng Messiah, người sẽ chịu đau khổ vì những người khác. Điều này sẽ mang lại sự tha thứ và phước lành. Vua Cyrus được cho là tôi tớ của Thiên Chúa cũng giải phóng người Do Thái khỏi cuộc sống lưu đày ở Ba Tư.
Các chương 58-66 của sách kể về một thời kỳ hòa bình trong tương lai khi tất cả sẽ tốt đẹp.

## Tầm quan trọng

### Đối với Do Thái giáo
Sách I-sai-a là một trong những tác phẩm phổ biến nhất trong thời gian kể từ khi xây dựng Đền thờ thứ hai vào khoảng năm 515 trước CN cho đến khi công trình này bị người La Mã phá hủy vào năm 70 CN. Điều I-sai-a nói về "nhánh sẽ nảy ra từ gốc cây của Jesse" được đề cập trong Thánh Vịnh của Salomon và các sách của người Do Thái về tận thế. Họ nghĩ rằng nó ám chỉ đến Đấng cứu thế và thời đại của Đấng cứu thế. Một phần rất quan trọng của sách là Các bài hát của người tôi tớ chịu đau khổ ở các chương 42, 49, 50 và 52. Thiên Chúa kêu gọi tôi tớ của Ngài lãnh đạo các quốc gia. Người bị đối xử tệ bạc nhưng hy sinh bản thân để chấp nhận sự trừng phạt mà lẽ ra người khác phải chịu, và cuối cùng được đền đáp.

### Đối với Ki-tô giáo
Những Kitô hữu đầu tiên giải thích I-sai-a 52:13–53:12, là lời sấm về sự chết và chiến thắng của Giê-su, một vai trò mà chính Giê-su đã chấp nhận theo Lu-ca 4:17–21. Sách này được đề cao đến nỗi được gọi là "Phúc âm thứ năm". I-sai-a được cho là ngôn sứ đã nói rõ ràng hơn về Đức Kitô và Giáo hội hơn bất kỳ người nào khác. Trích dẫn từ sách này đã đi vào văn học Anh và văn hóa phương Tây nói chung. Một số nội dung đã được đưa vào kiệt tác âm nhạc Messiah của Handel và trong các cụm từ hàng ngày như "kiếm thành lưỡi cày (biến vũ khí thành nông cụ)" và "tiếng kêu trong đồng vắng" có nghĩa là người có những lời khuyên không được đón nhận.